# Косэ Канаока
Косэ Канаока (яп. 巨勢 金岡) — японский придворный художник (кютэй гака) раннего периода Хэйан, первый крупный светский художник Японии и основатель первой в Японии художественной школы, Косэ. Косэ также называют первым великим японским художником Информация о его жизни и творчестве отрывочна, и последняя из его сохранившихся картин была уничтожена пожаром в 17 веке.

## Биография
Жизнь и творчество Косэ Канаоки приходятся на вторую половину 9 века (точные годы жизни неизвестны). Косэ происходил из не очень знатной аристократической семьи. Его прадед, Косэ-но Нотари, служил при дворе в должности тюнагона (заместителя государственного советника), а отец, Косэ-но Удзимунэ (яп. 巨勢氏宗), — в должности унэмэ-но-ками (яп. 采女正). Художественные таланты молодого Косэ были оценены Императорским двором. Как потомок аристократической семьи, он получил придворный чин и пользовался покровительством таких влиятельных лиц как император Уда и кампаку Фудзивара-но Мотоцунэ.
Первоначально Косэ Канаока, как и его отец, занимал должность пятого ранга при императорском дворе — унэмэ-но-ками, секретаря при унэмэ-но-цукаса (яп. 采女司). С 868 по 872 год Косэ был смотрителем императорского сада Синсэн-эн. Состоял в дружеских отношениях с такими выдающимися современниками как Сугавара-но Митидзанэ и Ки-но Хасэо.

## Творчество
Творческий период его деятельности пришёлся на период становления аристократической культуры периода Хэйан (794—1185). Косэ, как считалось, вышел за рамки традиционных для китайской живописи тем и технических приёмов, и создал новое, специфически японское направление живописи, получившее позже название «ямато-э». По свидетельствам современников, Косэ Канаока стремился к точному воспроизведению в росписях реальных пейзажей, хотя по преимуществу объектами изображения для художников становились не увиденные, а описанные в поэзии местности.
Ни одна из картин Косэ не дошла до нашего времени, но отрывочные сведения о его творчестве содержатся в сохранившихся документальных источниках того периода. В 12-томном сборнике китайской поэзии «Канкэ Бунсо», который Сугавара-но Митидзанэ составил в эру Дзёган (859—877), упоминается смотритель императорского сада Синсэн-эн, Косэ-сэнсэй (Канаока), которого Митидзанэ попросил нарисовать картину с изображением этого сада. Это первый упоминаемый в документальных источниках образец живописи «ямато-э», картин со специфически японскими темами или предметами изображения.
Из «Госи Дайсё» (яп. 江次第抄) известно, что в 880 году Косэ нарисовал портрет сэнсэя Кютэцу (яп. 九哲) кит. Цзиу Чжэ, одного из десяти выдающихся конфуцианцев Китая. В 885 году Косэ Канаока создал картину на складной ширме (бёбу-э) и преподнёс её регенту Фудзивара-но Мотоцунэ в качестве подарка на 50-летие. Упоминается, что поздравительный текст на ширме начертал Сугавара-но Митидзанэ совместно с другими выдающимися каллиграфами того периода, а сама картина была названа «новой» по стилю: очевидно тема картины также выходила за рамки традиционных тем китайской живописи, кара-э. В 888 году по указу императора Косэ расписал сёдзи в южной части Императорского дворца. Данная картина служила иллюстрацией к стихотворению придворного поэта, который был искусен в поэзии Кодзю. В отличие от картин, стихи сохранились и позволяют предположить, что было изображено на утраченных произведениях. В 895 году Косэ преподнёс картину на складной ширме в подарок на 50-летие дайнагона Минамото-но Ёсиари.
Сообщается, что помимо пейзажей и портретов Косэ Канаока был искусен в изображении птиц и животных. Говорят, что его кисть, несмотря на тонкие и мягкие линии, обладала большой силой и живостью, а изображённые им лошади и драконы были настолько реалистичными, что, казалось, вот-вот сойдут с полотна. В «Сборнике сказок давних и нынешних времён» (яп. 古今著聞集 кокон тёмондзю:) есть даже история о том, как нарисованные художником Косэ лошади на стенах зала Сэйрёдэн и в буддийском храме Нинна-дзи школы Омуро сходили ночью с картин, чтобы пощипать хаги (японский клевер).
В то же время было бы неправильно говорить о том, что творчество Косэ представляло собой категорический отказ от ориентации на китайскую живопись. Косэ продолжал традиции китайской живописи кара-э, воспринятые от художников династий Суй и Тан. В одном из источников позднего периода Хэйан встречается сравнение пейзажной живописи Косэ-но Канаоки и пейзажей одного из его последователей, Хиротаки, творившего в конце 10 века. По словам автора текста, Косэ был известен тем, что рисовал горы, следуя китайским образцам, с высокими пиками (в 15 ярусов) и глубокими обрывами. А Хиротака в конце 10 века рисовал горы высотой лишь в пять ярусов. Таким образом, живопись кара-э оставалась частью художественного репертуара художников школы Косэ и в конце периода Хэйан, хотя перестала следовать китайским моделям.

## Школа Косэ
Потомки Косэ Канаоки позже сформировали кружок художников, известный как школа Косэ, и их творчество оказало сильное влияние на развитие кютэй-га (придворных росписей) и буцу-га (буддийской живописи). К школе Косэ относят таких художников, как Аими (его сын), Киммоти, Кинтада и Хиротака. Эта школа не представляет единого стиля живописи, как другие школы, а обозначает линию потомственных художников, восходящую к основателю школы Косэ Канаоке.
Если в период Хэйан представители школы Косэ занимались в основном светской живописью, то, начиная с периода Камакура, художники этой школы работали в эдокоро (бюро живописи) Дайдзё-ин (яп. 大乗院) и Итидзё-ин в храме Кофуку-дзи и заняли доминирующее положение среди буддийских художников, работавших в Наре. Тесная связь буддийских гасо (художников-монахов) из Школы Косэ с Дайдзё-ин документально прослеживается до конца периода Муромати, но семья, вероятно, продолжала эту же работу и в период Эдо.
Примечательно, что Касуга-но Мотомицу (яп. 春日基光), основатель художественной школы Касуга, известный также как Фудзивара-но Мотомицу (яп. 藤原基光), был учеником Косэ-но Киммоти (яп. 巨勢公望), художника из школы Косэ.